# Radrennbahn Bielefeld

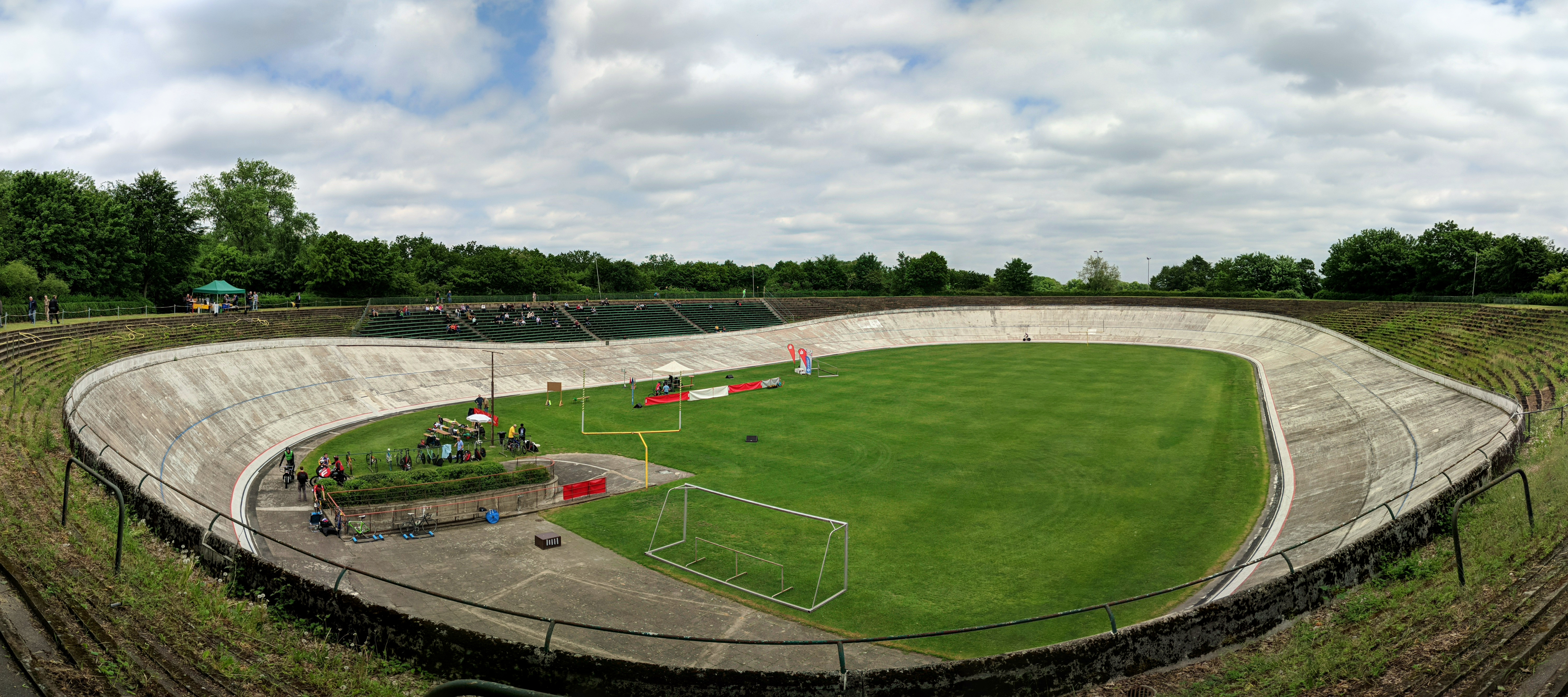
Die Radrennbahn Bielefeld im Mai 2019

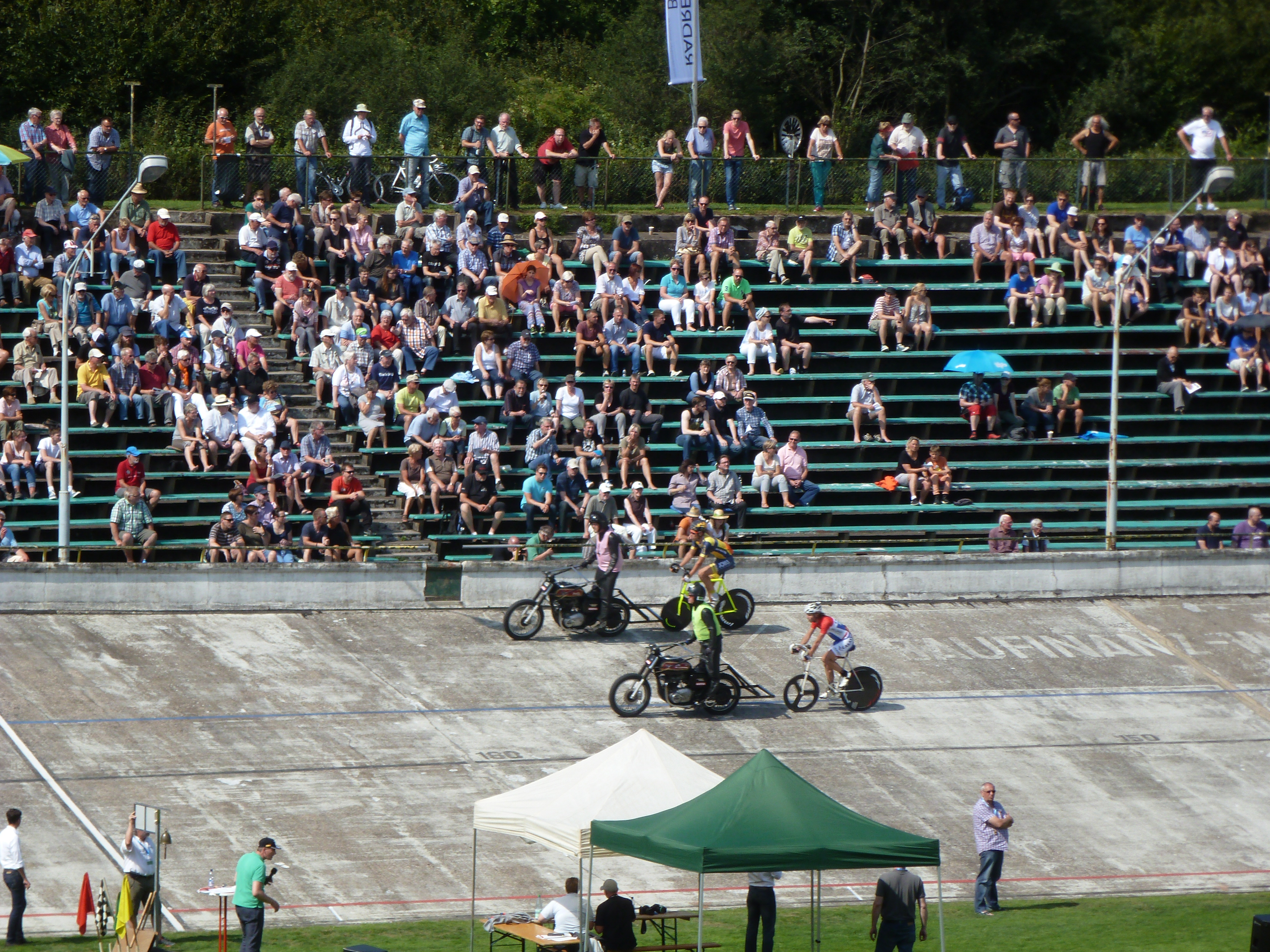
Steherrennen auf der Bielefelder Radrennbahn (2015)

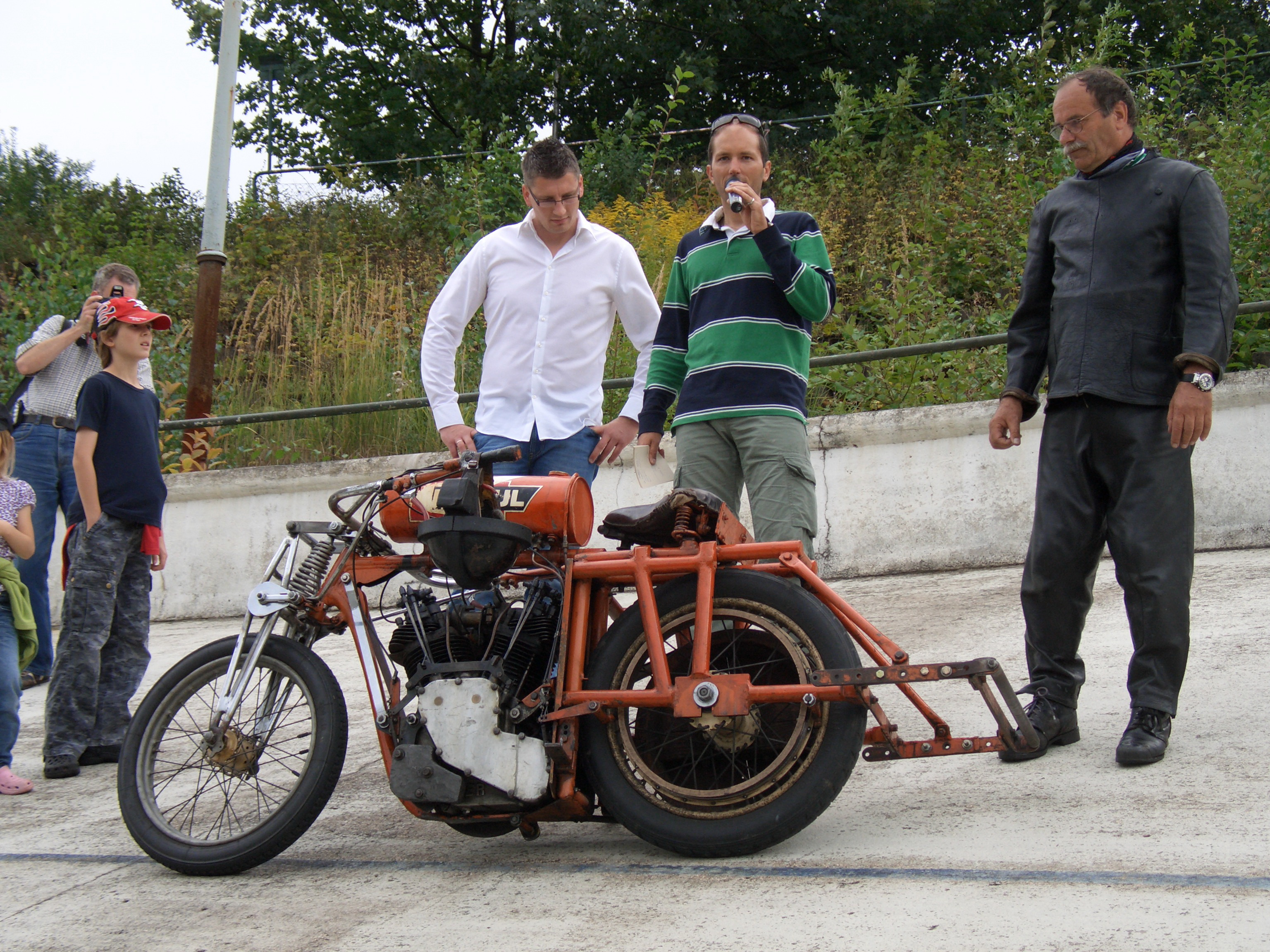
Historische Schrittmachermaschine, genannt „das orange Monster“

Die Bielefelder Radrennbahn befindet sich in Bielefeld an der Heeper Straße im Osten des Stadtbezirks Mitte. Die Bahn ist 333,33 Meter lang und aus fugenlos gegossenem Spannbeton. Sie gilt aufgrund ihrer hohen Steilkurven als eine der schnellsten Betonpisten Europas und ist besonders geeignet für Steher- aber auch für Sprint-Rennen.

## Geschichte
Schon bald nach dem Zweiten Weltkrieg entstand in der ehemaligen Fahrradhochburg Bielefeld der Wunsch, eine zeitgemäße, schnelle Radrennbahn zu haben. Der als Provisorium benutzte Sportplatz Königsbrügge genügte den hohen Ansprüchen nicht lange. Deshalb forcierte es der RC Zugvogel schon seit 1946, eine Radrennbahn an der heutigen Wilhelm-Bertelsmann-Straße zu errichten. Nach einem Entwurf des Architekten Clemens Schürmann begannen die Erdarbeiten, die jedoch zum Ärger des Radsportvereins bald eingestellt werden mussten. Das von der Stadt bereitgestellte Grundstück stände wegen neuer Straßenplanungen nicht mehr zur Verfügung, hieß es seitens der Verwaltung. So dauerte es einige Jahre, bis sich die Wogen geglättet hatten und ein neues Projekt an einem anderen Standort in Angriff genommen werden konnte.
Entworfen wurde diese Radrennbahn wieder vom Münsteraner Architekten Clemens Schürmann, der als ehemaliger Radrennfahrer auf den Bau von Radrennbahnen spezialisiert war. Der Bau der Bahn in den Heeper Fichten, einem Naherholungsgebiet, wurde vom Bielefelder Stadtrat Mitte August 1950 beschlossen. Es wurden Etatmittel von 350.000 Mark bewilligt, bis Dezember 1953 hatte sich die Summe allerdings auf rund 535.000 Mark erhöht.

## Bau der Radrennbahn
Der erste Spatenstich erfolgte im Oktober 1950. Zum Bau wurden 41.000 Kubikmeter Kriegsschutt und Müll sowie 19.800 Kubikmeter Muttererde aufgeschüttet. Der spätere Innenraum wurde um 1,70 Meter im Niveau gesenkt, die Tribünen sollten sich sechs Meter darüber erheben. Beachtenswert ist die Bahn in fugenloser Spannbetontechnik, die von der Firma Dyckerhoff & Widmann KG ausgeführt wurde. Die Kurven weisen eine Neigung von über 46° auf. Die Bahn ist von Tribünen umgeben, die 9.000 Steh- und 6.000 Sitzplätze aufweisen. Eine Trainings- und Flutlichtanlage sorgte für ausreichende Beleuchtung bei Abend- und Nachtveranstaltungen. Komplettiert wurde das Radrennstadion durch Gebäude mit Dusch-, Umkleide- und Massageräumen sowie Garagen für die Motorräder der Schrittmacher und die Rennräder der Fahrer. Auf dem kleinen Vorplatz wurden sieben Kassenhäuschen für den Kartenverkauf und ein Gastronomiebetrieb namens Radrennbahn-Klause aufgestellt. Am 29. Mai 1953 wurde Richtfest der Bahn gefeiert, die letztlich über 600.000 Mark kostete. Zum Eröffnungsrennen am 14. Juni 1953 kamen 15.000 Zuschauer; im ersten Jahr insgesamt rund 50.000 Zuschauer. Noch Anfang der 1960er Jahre besuchten jährlich 10.000 Zuschauer die Bahn, bis der Stehersport an Anziehungskraft einbüßte.

## Veranstaltungen
Auf der Bahn fanden publikumsträchtige Steher- und Fliegerrennen statt, zum Teil auch als Länderwettkämpfe zwischen zwei oder drei Nationen ausgerichtet. Es gab im Innenraum aber auch Reitturniere, Feldhockeyspiele, Boxkämpfe, Konzerte und Polizeifeste. Besonders zu erwähnen sind die Basketballspiele der Harlem Globetrotters und die Auftritte der Dudelsackspieler der britischen Armee. Beim Steherrennen 1960 schraubte Karlheinz Marsell aus Dortmund den Stundenrekord auf 76,6 km. Bei Motorradrennen gingen so genannte Zementbahnfahrer an den Start, die unglaubliche Geschwindigkeiten erreichten. Den Streckenrekord in der 250er Klasse stellte am 30. August 1953 der Stuttgarter Erwin Aldinger auf seiner AWD mit 122,5 km/h auf, das heißt eine Runde wurde in weniger als 10 Sekunden zurückgelegt. Es gab aber auch Kleinautorennen für Kabinenroller, Rennen für Wagen der Formel Junior oder Demonstrationsfahrten der stromlinienförmigen Lloyd Weltrekordwagen.

## Die Radrennbahn heute
Noch heute werden auf der inzwischen in die Jahre gekommenen Betonbahn drei bis vier Steherrennen jährlich ausgetragen; mehrfach wurden in Bielefeld auch Deutsche Meisterschaften durchgeführt, zuletzt am 9. und 10. August 2013. Die Tribünen sind allerdings nur noch auf der Nordseite nutzbar. Die Bahn, im Besitz der Stadt, wird vom RC Zugvogel Bielefeld betreut, dem Verein der international erfolgreichen Schrittmacher Christian und André Dippel. Genutzt wird die Bahn von den Vereinen RV Teutoburg Brackwede, RSV Gütersloh, Olympia Bünde, TSVE Bielefeld und RC Endspurt Herford. Die Bielefelder Firma Alcina veranstaltete am 11. und 12. August 2012 in und an der Bahn erstmals die Alpecin Cycling Days mit einem Europa-Cup der Steher.
In dem Oval werden zudem Spiele des American-Football-Vereins Bielefeld Bulldogs ausgetragen. Außerdem fanden dort mehrmals Zündapp-Steilwandrennen und Liegeradrennen statt.
Am 24. August 2024 trugen die Amateur-Fußballvereine PSV Braunschweig und SV Gadderbaum vor 892 Zuschauenden ein Benefiz-Fußballspiel in der Mittelfläche der Radrennbahn aus. Ein Teil des Ticketpreises ging an die Radrennbahn zum Erhalt des Stadions.

## Denkmalschutz

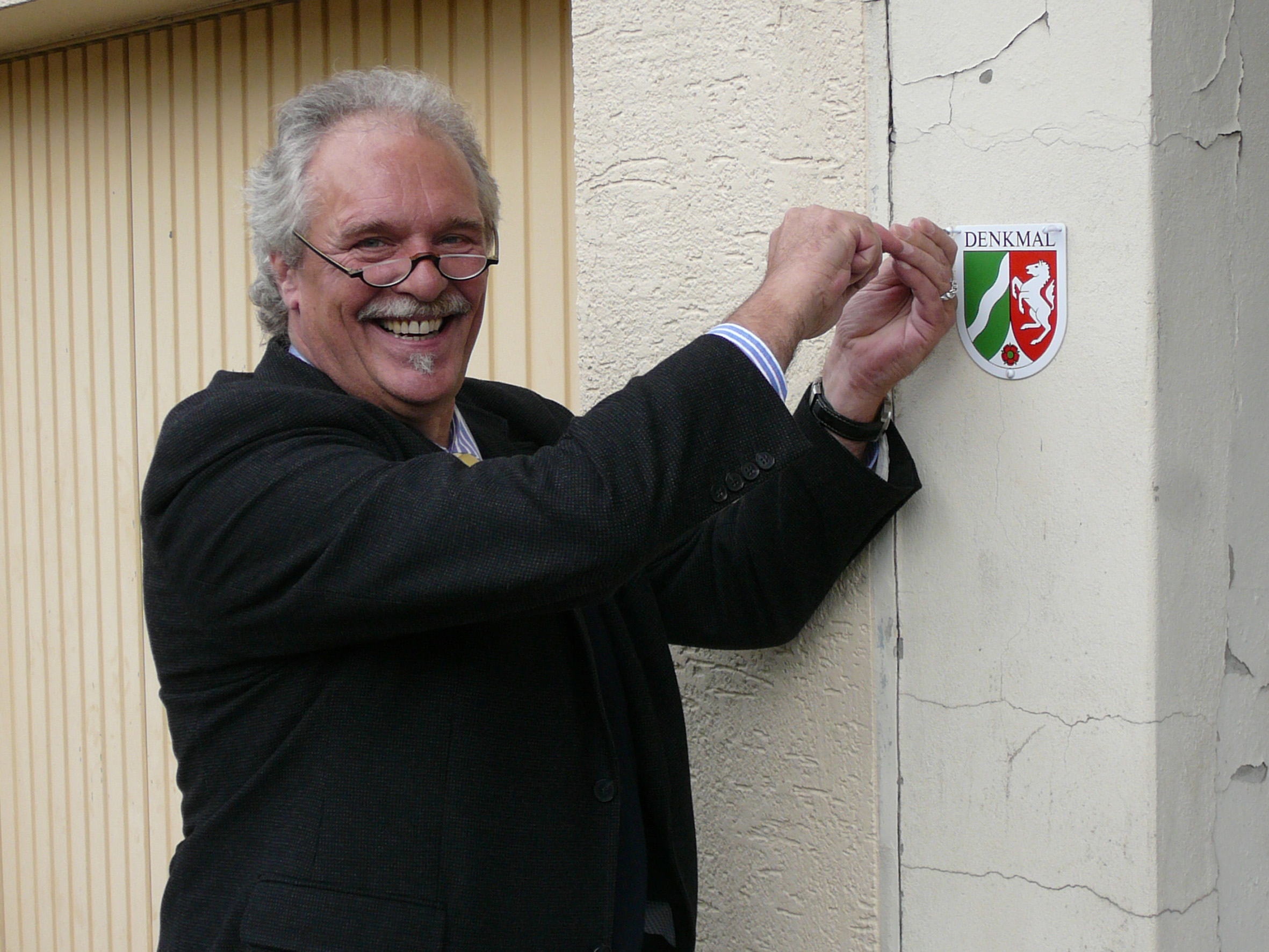
Ralph Schürmann schraubt 2012 das Denkmal-Schild an die von seinem Großvater erbaute Radrennbahn.

Am Tag des offenen Denkmals am 12. September 2010 wurde auf der Radrennbahn ein „Nostalgie-Tag“ durchgeführt. Die Bahn stand zu diesem Zeitpunkt noch nicht unter Denkmalschutz; Ziel der Bemühungen war es, dies zu erreichen. Rund 1000 Zuschauer besuchten die Veranstaltung, bei der historische Rennräder, Schrittmachermaschinen und Rennen gezeigt wurden. Im Oktober 2010 wurde bei der Stadtverwaltung der Vorschlag der AG Radrennbahn (RC Zugvogel, RV Teutoburg, RC Endspurt Herford, RSV Gütersloh und der Verein Historische Fahrräder) eingereicht, die Radrennbahn unter Denkmalschutz zu stellen. Nach rund zwei Jahren wurde das Verfahren zur Unterschutzstellung im Juli 2012 eingeleitet. Im August desselben Jahres wurde die Radrennbahn Bielefeld in die Denkmalliste eingetragen. In der Begründung der Schutzwürdigkeit sind – hier kurzgefasst – drei Gründe angegeben: Die Radrennbahn steht als Symbol für die Zeit als Bielefeld die Fahrradhochburg in Deutschland war, sie gilt wegen ihrer fugenlosen Spannbetontechnik als absolute technische Besonderheit und wird als das Meisterwerk der Architekten Clemens und Herbert Schürmann angesehen.
Im November 2012 wurde die Bielefelder Radrennbahn vom Landschaftsverband Westfalen-Lippe zum Denkmal des Monats gekürt. Um den Erhalt des monumentalen Bauwerks kümmert sich nun auch der Förderverein Radrennbahn Bielefeld, der am 24. Juni 2014 gegründet wurde.
Im März 2023 wurde bekannt, dass das Land Nordrhein-Westfalen die Radrennbahn mit 100.000 Euro fördern wird: Rund um die Bahn soll ein „Denkmalpfad“ entstehen, und auf den Tribünen sollen historische Großfotos und Erläuterungstafeln zur Geschichte des Stadions angebracht werden. Außerdem soll ein Begleitheft erarbeitet werden.